# Empresa de Construcciones del Ejército (Bolivia)
La Empresa de Construcciones del Ejército (ECE) fue una organización dependiente del Ministerio de Defensa de Bolivia. Fue creada el 13 de junio de 2012 por el presidente Evo Morales Ayma.
La empresa cayó en la quiebra en 2015 por el incumplimiento de contratos con el Ministerio de Obras Públicas y Yacimientos Petrolíferos Fiscales Bolivianos. En ese mismo año, el Gobierno de Bolivia dispuso su cierre. En agosto de 2016, el Gobierno procesó al coronel Abel Villarroel Peñaranda —quien fue gerente general de la empresa— por una causa de malversación de 12 millones de bolivianos.